# Octospora carbonigena
Octospora carbonigena är en svampart som först beskrevs av Miles Joseph Berkeley, och fick sitt nu gällande namn av Dennis 1960. Octospora carbonigena ingår i släktet Octospora och familjen Pyronemataceae.   Inga underarter finns listade i Catalogue of Life.